# Tancoa
Tancoa is een geslacht van vlinders van de familie snuitmotten (Pyralidae), uit de onderfamilie Epipaschiinae.

## Soorten
- T. arciferalis Hampson, 1916
- T. attenualis Hampson, 1906
- T. calitas Druce, 1899
- T. crinita Schaus, 1912
- T. erlupha Schaus, 1922
- T. metaxanthalis Hampson, 1916
- T. pallidifusa Dognin, 1913
- T. schausi Janse, 1931
- T. silavia Schaus, 1925
- T. ubalda Schaus, 1925